# Metionina
La metionina (abbreviata in Met o M) è un amminoacido apolare. È una molecola chirale ed è codificata dal solo codone AUG.
L'enantiomero S della metionina è uno dei 20 amminoacidi ordinari; il suo gruppo laterale reca un gruppo metiltioetere, per cui la metionina è uno dei due amminoacidi che contengono zolfo; l'altro è la cisteina.
La metionina è l'amminoacido che occupa l'estremità N di tutte le proteine degli eucarioti e degli archeobatteri, in quanto corrisponde al codone AUG, che è il codone di inizio della traduzione, benché a volte possa essere rimossa una volta terminata la sintesi della proteina.
È coinvolta nella sintesi della cisteina, della carnitina e della taurina tramite il processo della trans-solforazione, nella sintesi della lecitina e nella sintesi della fosfatidilcolina e di altri fosfolipidi. Un improprio metabolismo della metionina può condurre all'aterosclerosi. Sotto forma di S-adenosil metionina (SAM), è un agente metilante. La metilazione è un meccanismo di modificazione enzimatica utile a innescare il fenomeno della chemiotassi batterica: la proteina batterica che accetta gruppi metilici durante questo fenomeno fa parte di un sistema che consente ai batteri di nuotare in una soluzione verso una sostanza che li attrae, o di allontanarsi da repellenti chimici.
Infine la metionina è un agente chelante. La metionina è uno dei due amminoacidi che vengono codificati da un solo codone (AUG); l'altro è il triptofano (UGG). È anche un potente acidificante delle urine, utile per il controllo di batteri patogeni e inoltre di grande impiego per il trattamento di alcuni tipi di calcoli renali e delle vie urinarie.
La metionina è anche una parte importante dell'angiogenesi, la crescita di nuovi vasi sanguigni. L'integrazione può giovare a coloro che soffrono di avvelenamento da rame. In numerosi studi si dimostra che il consumo eccessivo di metionina, fungendo essa da donatore del gruppo metilico nella metilazione del DNA, è correlato alla crescita del cancro. La metionina fu isolata per la prima volta nel 1921 da John Howard Mueller.

## Dettagli
La metionina (abbreviata in Met o M; codificata dal codone AUG) è un α-amminoacido utilizzato nella biosintesi delle proteine. Contiene un gruppo carbossilico (che è nella forma deprotonata −COO− in condizioni di pH biologico), un gruppo amminico (che è nella forma protonata −NH+3
in condizioni di pH biologico) situato in posizione α rispetto al gruppo carbossilico, e una catena laterale S-metil tioetere, classificandolo come amminoacido alifatico non polare.
Nei geni nucleari degli eucarioti e in Archaea, la metionina è codificata dal codone di inizio, il che significa che indica l'inizio della regione codificante ed è il primo amminoacido prodotto in un polipeptide nascente durante la traduzione dell'mRNA.

## Derivati

### S-adenosilmetionina

LS-adenosilmetionina è un cofattore derivato dalla metionina.

L'S-adenosilmetionina (abbreviata SAM) deriva dalla metionina ed è un cofattore che funge principalmente da donatore di metile; è composto da una molecola di adenosile (tramite il carbonio 5′) legata allo zolfo della metionina, ciò la rende un catione solfonio (cioè tre sostituenti e carica positiva). Lo zolfo con carica positiva rende il metile ad esso legato un elettrofilo e questo consente a quest'ultimo di essere trasferito ad un ossigeno, ad un azoto o ad un sistema aromatico, spesso con l'azione di cofattori come la cobalamina (vitamina B12 nell'uomo).

## Metabolismo

### Biosintesi
Negli esseri umani e negli animali la metionina è un aminoacido essenziale, quindi non viene sintetizzata de novo ma deve essere assunta tramite l'alimentazione attraverso proteine che la contengono, dato che l'organismo non è in grado di sintetizzarla.
Nelle piante e in microrganismi può invece essere sintetizzata.

### Catabolismo

Catabolismo della metionina

La metionina viene convertita in S-adenosilmetionina (SAM) da (1) metionina adenosiltransferasi.
SAM funge da donatore di metile in molte (2) reazioni metiltransferasiche e viene convertito in S-adenosilomocisteina (SAH).
(3) Adenosilomocisteinasi cisteina.
(5) La cistationina-β-sintasi (un enzima che richiede la forma attiva della vitamina B6, il piridossal fosfato) combina l'omocisteina e la serina per produrre la cistationina. La cistationina viene poi scomposta in cisteina e α-chetobutirrato tramite (6) cistationina-γ-liasi.
(7) L'enzima α-chetoacido deidrogenasi converte l'α-chetobutirrato in propionil-CoA, che viene metabolizzato in succinil-CoA tramite tre reazioni mitocondriali.

#### Rigenerazione
La metionina può essere rigenerata dall'omocisteina tramite (4) metionina sintasi in una reazione che richiede la vitamina B12 come cofattore.

### Malattie metaboliche
La degradazione della metionina è compromessa nelle seguenti malattie metaboliche:
- Acidemia metilmalonica
- Acidemia propionica
- Aciduria combinata malonica e metilmalonica (CMAMMA)
- Omocistinuria